# 4-氯苄氯
4-氯苄氯是一种有机化合物，化学式为C7H6Cl2。它可由4-氯苯甲醇和氯化亚砜回流反应制得。它可以被氧化三甲胺（由三甲胺和过氧化氢原位反应得到）氧化为4-氯苯甲醛。它和叠氮化钠在二甲基甲酰胺中反应，可以得到4-氯苄基叠氮化物。